# فات الميعاد (مسلسل)
فات الميعاد هو مسلسل تلفزيوني مصري عُرض في عام 2025، من بطولة أسماء أبو اليزيد، أحمد مجدي، أحمد صفوت، ومن إخراج سعد هنداوي.

## القصة
تدور القصة حول "بسمة" (أسماء أبو اليزيد)، زوجة شابة تعيش في علاقة زوجية تبدو مستقرة ظاهريًا، لكنها تعاني من العنف والإهانة من زوجها "مسعد" (أحمد مجدي). تقرر بسمة طلب الطلاق بعد استحالة العيش معه، لكن هذا القرار يشعل سلسلة من الصراعات والمشاكل التي تتفاقم، مؤثرة على حياة جميع الشخصيات المحيطة بها.تتكشف الأحداث لتسلط الضوء على قضايا اجتماعية ونفسية عميقة، مثل العنف الأسري، تحديات الطلاق، والضغوط المجتمعية على المرأة المطلقة. 
وتواجه بسمة صراعات قانونية ونفسية مع مسعد حول حضانة ابنتهما "ريم"، خاصة بعد زواجها من "معتصم" (أحمد صفوت) ووفاة والدتها، التي كانت الوصية على الطفلة. تتصاعد الأحداث مع ظهور أسرار، وتتكشف جوانب جديدة من الشخصيات، مما يبرز التناقضات الإنسانية بين الحب، الرومانسية، الخوف، والشجاعة.المسلسل مستوحى من قصة حقيقية، حيث بدأت الفكرة من واقعة لقريبة أحد أعضاء الشركة المنتجة، تم تطويرها دراميًا لتصبح نسيجًا معقدًا يناقش قضايا العنف الزوجي وثغرات قانون الأحوال الشخصية 

## الممثلون
- أسماء أبو اليزيد في دور بسمة
- أحمد مجدي في دور مسعد
- أحمد صفوت في دور معتصم
- محمد علي رزق في دور عبد المنعم
- محمد أبو داوود
- هاجر عفيفي
- ولاء الشريف في دور سارة
- فدوى عابد في دور سماح
- محمود البزاوي في دور محمود
- محمد السويسي
- حنان سليمان
- سلوى محمد علي في دور عبلة
- كريم أدريانو
- محمد خميس
- نانسي نبيل
- عماد إسماعيل
- غفران محمد
- يوسف وائل نور
- منار عبد الحليم في دور عاليا
- دنيا جمعة: فاتن
- نسمة بهي
- مارتينا عادل في دور نهى